# Episodi de I Griffin (ventesima stagione)
La ventesima stagione della serie animata I Griffin è stata trasmessa negli Stati Uniti, da Fox, dal 26 settembre 2021 al 22 maggio 2022.
In Italia il decimo episodio (a tema natalizio) è stato trasmesso il 13 dicembre 2022 su Italia 1. Il resto della stagione è stato trasmesso dal 17 aprile al 5 maggio 2023 alle 15:15 sullo stesso canale, saltando momentaneamente gli episodi 2, 11, 12 e 16. L'episodio 19 è stato trasmesso il 20 aprile 2023 in prima visione alle ore 01:00, mentre gli episodi 2 e 16 sono stati trasmessi l'11 giugno 2025 alle ore 01:40. L'episodio 12 è stato trasmesso il 14 luglio 2025 alle ore 00:30. Gli episodi rimanenti sono stati pubblicati, assieme al resto della stagione, su Disney+ il 27 settembre 2023. È la prima stagione dove Emidio La Vella presta la sua voce a Cleveland Brown, in seguito alla scomparsa di Renato Cecchetto.
| nº | Codice di produzione | Titolo originale              | Titolo italiano                    | Prima TV USA      | Prima TV Italia                                       |
| -- | -------------------- | ----------------------------- | ---------------------------------- | ----------------- | ----------------------------------------------------- |
| 1  | LACX02               | LASIK Instinct                | Lasik Instinct                     | 26 settembre 2021 | 17 aprile 2023                                        |
| 2  | KACX20               | Rock Hard                     | Rock Hard                          | 3 ottobre 2021    | 27 settembre 2023 (Disney+) 11 giugno 2025 (Italia 1) |
| 3  | KACX18               | Must Love Dogs                | Devi amare i cani!                 | 10 ottobre 2021   | 18 aprile 2023                                        |
| 4  | LACX01               | 80's Guy                      | Ragazzo anni '80                   | 17 ottobre 2021   | 19 aprile 2023                                        |
| 5  | KACX19               | Brief Encounter               | Breve incontro                     | 24 ottobre 2021   | 20 aprile 2023                                        |
| 6  | LACX03               | Cootie & The Blowhard         | I germi e lo sbruffone             | 7 novembre 2021   | 21 aprile 2023                                        |
| 7  | LACX04               | Peterschmidt Manor            | Villa Peterschmidt                 | 14 novembre 2021  | 24 aprile 2023                                        |
| 8  | LACX05               | The Birthday Bootlegger       | Contrabbandiere di compleanni      | 21 novembre 2021  | 25 aprile 2023                                        |
| 9  | LACX06               | The Fatman Always Rings Twice | Il grassone suona sempre due volte | 28 novembre 2021  | 26 aprile 2023                                        |
| 10 | LACX07               | Christmas Crime               | Crimine di Natale                  | 19 dicembre 2021  | 14 dicembre 2022                                      |
| 11 | LACX08               | Mister Act                    | Mister Act                         | 9 gennaio 2022    | 27 settembre 2023 (Disney+)                           |
| 12 | LACX09               | The Lois Quagmire             | La Lois Quagmire                   | 27 febbraio 2022  | 27 settembre 2023 (Disney+) 14 luglio 2025 (Italia 1) |
| 13 | LACX10               | Lawyer Guy                    | L'avvocato                         | 6 marzo 2022      | 28 aprile 2023                                        |
| 14 | LACX11               | HBO-No                        | Hbo-No                             | 13 marzo 2022     | 1º maggio 2023                                        |
| 15 | LACX12               | Hard Boiled Meg               | Megan la tosta!                    | 20 marzo 2022     | 2 maggio 2023                                         |
| 16 | LACX13               | Prescription Heroine          | In cerca di estasi                 | 27 marzo 2022     | 27 settembre 2023 (Disney+) 11 giugno 2025 (Italia 1) |
| 17 | LACX15               | All About Alana               | Tutto su Alana                     | 1º maggio 2022    | 3 maggio 2023                                         |
| 18 | LACX14               | Girlfriend, Eh?               | Fidanzata, eh?                     | 8 maggio 2022     | 4 maggio 2023                                         |
| 19 | LACX16               | First Blood                   | Primo sangue                       | 15 maggio 2022    | 21 aprile 2023                                        |
| 20 | LACX17               | Jersey Bore                   | Il noioso Jersey                   | 22 maggio 2022    | 5 maggio 2023                                         |

## Lasik Instinct
- Titolo originale: LASIK Instinct
- Diretto da: Steve Robertson
- Scritto da: Kirker Butler

### Trama
Lois si sottopone a un intervento Lasik per migliorare la vista con la conseguenza di perderla completamente ma un commovente video sulle sue condizioni la rende popolare.

## Devi amare i cani!
- Titolo originale: Must Love Dogs
- Diretto da: Mike Kim
- Scritto da: Daniel Peck

### Trama
È la notte di Halloween e Quagmire conosce una ragazza di nome Carrie amante dei cani. Per far colpo su di lei assolda Brian come suo cane.

## Ragazzo anni '80
- Titolo originale: 80's Guy
- Diretto da: John Holmquist
- Scritto da: Patrick Meighan

### Trama
Peter ha una vera fissazione per gli anni 80 e continua a fare citazioni dei film dell'epoca e a cercare di rivivere quella realtà, scatenando le ire di Lois.

## Breve incontro
- Titolo originale: Brief Encounter
- Diretto da: Brian Iles
- Scritto da: Travis Bowe

### Trama
A causa di uno scambio di mutande, Peter e Quagmire iniziano a comportarsi l'uno come l'altro. Stewie e Doug si accordano per commettere due omicidi.

## I germi e lo sbruffone
- Titolo originale: Cootie & The Blowhard
- Diretto da: Jerry Langford
- Scritto da: Maggie Mull

### Trama
La famiglia organizza una festa di compleanno per Brian dove Peter prende in giro il cane con battute a sfondo sessuale, ma in realtà è lui stesso ad avere problemi.

## Villa Peterschmidt
- Titolo originale: Peterschmidt Manor
- Diretto da: Joseph Lee
- Scritto da: Matt Pabian

### Trama
Un incidente causato da Peter rende inagibile la casa costringendo la famiglia Griffin a trasferirsi nella residenza di Carter Pewterschmidt, papà di Lois.

## Contrabbandiere di compleanni
- Titolo originale: The Birthday Bootlegger
- Diretto da: Julius Wu
- Scritto da: Mark Hentemann

### Trama
Peter è stato nominato organizzatore delle feste di compleanno dei colleghi, e prende l'incarico molto sul serio.

## Il grassone suona sempre due volte
- Titolo originale: The Fatman Always Rings Twice
- Diretto da: Joe Vaux
- Scritto da: Alex Carter

### Trama
L'episodio è ambientato negli anni trenta. Peter veste i panni di un investigatore privato che si trova a risolvere un caso di doppio omicidio.

## Crimine di Natale
- Titolo originale: Christmas Crime
- Diretto da: Mike Kim
- Scritto da: Steve Callaghan

### Trama
Si avvicina il Natale e Brian non fa che ostentare il suo malessere nei riguardi della festività considerandola una festa capitalista e piena di finzione.

## L'avvocato
- Titolo originale: Lawyer Guy
- Diretto da: John Holmquist
- Scritto da: Patrick Meighan

### Trama
Peter denuncia il vicino per irrigazione molesta, ma in tribunale scopre che è il suo avvocato il quale, geloso, cerca di rubargli gli amici.

## Hbo-No
- Titolo originale: HBO-No
- Diretto da: Steve Robertson
- Scritto da: Travis Bowe

### Trama
Lo zio di Peter muore e i Griffin hanno la possibilità di sfruttare per un anno l'abbonamento pagato ad HBO Max, iniziano così a vedere insieme "Il trono di spade".

## Megan la tosta!
- Titolo originale: Hard Boiled Meg
- Diretto da: Jerry Langford
- Scritto da: Mike Desilets

### Trama
Meg incontra un uomo che la trascina a rapinare supermercati. La nuova vita avventurosa la elettrizza ma non si rende conto che è tutto frutto della sua immaginazione.

## Tutto su Alana
- Titolo originale: All About Alana
- Diretto da: Joe Vaux
- Scritto da: Danny Smith

### Trama
Lois ha un'allieva di pianoforte molto dotata, Alana, che non ha soldi per iscriversi alla Juilliard. Così, le propone di andare a vivere da loro e aiutarla in casa.